# Laje
Laje este un oraș în statul Bahia (BA) din Brazilia.